# Iago mangalorensis
Iago mangalorensis is een vissensoort uit de familie van de gladde haaien (Triakidae). De wetenschappelijke naam van de soort is voor het eerst geldig gepubliceerd in 2011 door Cubelio, Remya & Kurup.